# Shine On (Shine All Your Sweet Love on Me)
Pour les articles homonymes, voir Shine On.
Singles de George Jones
Same Ole Me
(1982) I Always Get Lucky with You
(1983)
Shine On (Shine All Your Sweet Love on Me) est un single de l'artiste américain de musique country George Jones. C'est le premier single extrait de son album Shine On, sorti en janvier 1983. La chanson a atteint la troisième position du hit-parade Billboard Hot Country Singles.

## Positions dans les hits-parades
| Chart (1983)                       | Position |
| ---------------------------------- | -------- |
| U.S. Billboard Hot Country Singles | 3        |
| Canadian RPM Country Tracks        | 8        |